# 馬寶康
馬寶康（Malte Philipp Kaeding）是一名德國政治學家，目前擔任薩里大學政治系講師，專攻為東亞政治特別是香港和台灣的民主發展。
出身於前東普魯士地區，從海德堡大學取得政治學和漢學碩士（Magister Artium），期間先後到香港大學交換以及到國立中山大學、國立成功大學研讀中文，及後在香港浸會大學取得博士，師從戴高禮和高敬文。跟政治人物梁天琦相熟，並且曾經和他以及貝內迪克特·羅傑斯等人一同合撰「香港二十年：公民、人權及法律權利倒退」報告（Hong Kong After 20 Years: the Rollback of Civil, Human and Legal Rights）。